# Ostrówek Podyski
Ostrówek Podyski – wieś w Polsce położona w województwie lubelskim, w powiecie łęczyńskim, w gminie Cyców.
W latach 1975–1998 miejscowość administracyjnie należała do województwa chełmskiego.
Wieś stanowi sołectwo gminy Cyców. Według Narodowego Spisu Powszechnego z roku 2011 wieś liczyła 137 mieszkańców.

## Części wsi
| SIMC    | Nazwa    | Rodzaj    |
| ------- | -------- | --------- |
| 0102083 | Ostrówek | część wsi |
| 0102090 | Podyski  | część wsi |

## Historia
Początkowo w 1921 roku wieś nosiła nazwę Ostrówek, według spisu z tego roku było tu 24 domy i 111 mieszkańców. Narodowość polską podało w spisie 89 osób, rusińską 18, żydowską 4 osoby. Od 1952 roku zmieniono nazwę na Ostrówek Podyski.

## Urodzeni w Ostrówku
- Helena Brodowska-Kubicz – polska historyk, badaczka dziejów wsi polskiej w XIX i XX wieku, żołnierz Batalionów Chłopskich.